# 希斯普萊斯 (加利福尼亞州)
希斯普萊斯（英語：Heath Place）是位於美國加利福尼亞州門多西諾縣的一個非建制地區。該地的面積和人口皆未知。

## 地理
希斯普萊斯的座標為39°49′27″N 123°22′52″W / 39.82417°N 123.38111°W，而該地的平均海拔高度為634米（即2080英尺）。